# پرچم آشوریان
پرچم آشوریان (سریانی: ܐܬܐ ܐܬܘܪܝܬܐ ʾāṯā ʾāṯōrāytā or ܐܬܐ ܕܐܬܘܪ ʾāṯā d-ʾāṯōr) پرچمی است که مردم آشوری به نمایندگی از ملت آشوری در آشور و دیاسپورای ‌آشوری انتخاب کرده‌اند. جرج بیت آتانوس این پرچم را در سال ۱۹۶۸ طراحی نمود.